# Kostel Nanebevzetí Panny Marie (Trhové Sviny)
Kostel Nanebevzetí Panny Marie v Trhových Svinech je původně raně gotický kostel z konce 13. století, přestavěný ve druhé polovině 15. století do téměř dnešní podoby. Je dominantou města Trhové Sviny, o němž je první zmínka roku 1260 v predikátu Ojíře ze Svinů. Samotný Ojíř je považován za stavebníka svinenského kostela Nanebevzetí Panny Marie a také zakladatele svinenského hradu, jenž se nezachoval a jeho obrannou funkci převzal právě samotný opevněný kostel. Město získalo důležitost zejména kvůli křížení dvou obchodních cest spojujících čtyři města, a to České Budějovice, Borovany, Nové Hrady a Český Krumlov. Kostel díky své přestavbě na sklonku 15. a 16. století patří mezi nejvýznačnější památky pozdní gotiky, které lze nalézt v Jihočeském kraji. Od roku 1963 je chráněn jako kulturní památka České republiky.

## Historie
Vznik kostela je datován v druhé polovině 13. století. Přesnější určení stavebních prací neexistuje. V roce 1278 ke kostelu prezentoval kněze Přemysl Otakar II. a v roce 1280 proběhlo patrocinium, tedy zasvěcení. Kostel patřil do doudlebského děkanátu, který spadal pod bechyňské arcijáhenství. Pozdně gotickou přestavbou prošel ve druhé polovině 15. století, což dokládá kamenná deska nad jižním portálem. Na desce je znak a latinský nápis, v překladu: „Pečeť obce Svinů léta Páně tisícího čtyřstého osmdesátého pátého“. Dnes je tato deska nahrazena kopií. Ve městě se nacházel i hrad, jenž byl při husitských taženích obsazen a při opětovném navrácení majitelům města ponechán osudu kvůli svému zchátralému stavu. Do roku 1480 byl hrad zcela rozebrán. Stavební materiál byl použit na stavbu mnoha domů místních obyvatel, ale zejména na přestavbu kostela. V roce 1481 bylo přiděleno Vladislavem Jagellonským městu právo trhů a právo várečné, čímž vznikl název Trhové Sviny. Za celou historii město postihlo velké množství požárů. Kostel byl nejvíce poničen v 19. století. Ke kostelu patřila již od roku 1355 kaple, která stála na místě, kde je dnes kamenný kříž. V roce 1828 byla kvůli velkému požáru zničena. V roce 1850 musela být nahrazena po požáru báň jižní věže.

## Stavební vývoj a jeho fáze
Stavební vývoj v počátcích stavby je možné rozdělit do dvou fází. První z nich lze zařadit do období druhé poloviny 13. století, kdy vzniklo obvodové zdivo trojlodí raně gotického kostela s téměř identickými rozměry jako dnes. Stáří těchto úprav je patrné na severním lomeném portálu a dvou špaletových oknech, jejichž zastavěné záklenky dosahují svým vrcholem k parapetu pozdně gotických oken, které na stavbě nalezneme dnes. S největší pravděpodobností měla nejstarší raně gotická fáze podobu trojlodní baziliky s nižšími bočními loděmi s pultovou střechou a střední vyšší lodí, jež měla střechu sedlovou. Uvnitř trojlodí se nenacházely žádné podpěrné sloupy a je možné se domnívat, že zde nebylo využito kleneb a interiér byl uzavřen trámovým stropem. K hlavní lodi připadalo také kněžiště, jehož rozměry naznačují nalezené zbytky dvou nároží trojbokého závěru kněžiště. Rozsah původního trojlodí je možné poznat také podle půdorysu později přistavěné vrcholně gotické jižní věže.

### Změna podoby ve 14. století
Podoba kostela zůstala ve 14. století takřka nezměněna. Loď měla téměř stejný půdorys jako dnešní trojlodí, ovšem střecha nad ním byla nižší a o tupějším sklonu, než dnes, což dokládají například pozůstalé omazávky střešní krytiny. Kněžiště mělo užší a nižší tvar a sedlovou střechu. Původně bylo s největší pravděpodobností zaklenuto díky cihlovým žebrům, což je odlišnost oproti současným kamenným žebrům. Důkazem proměny kněžiště je i nález kamenného okenního prutu, který byl druhotně použit při přestavbě kostela. Jeho původ z části kněžiště dokazují všechna okna v kostele, která jsou středověká a kompletní.

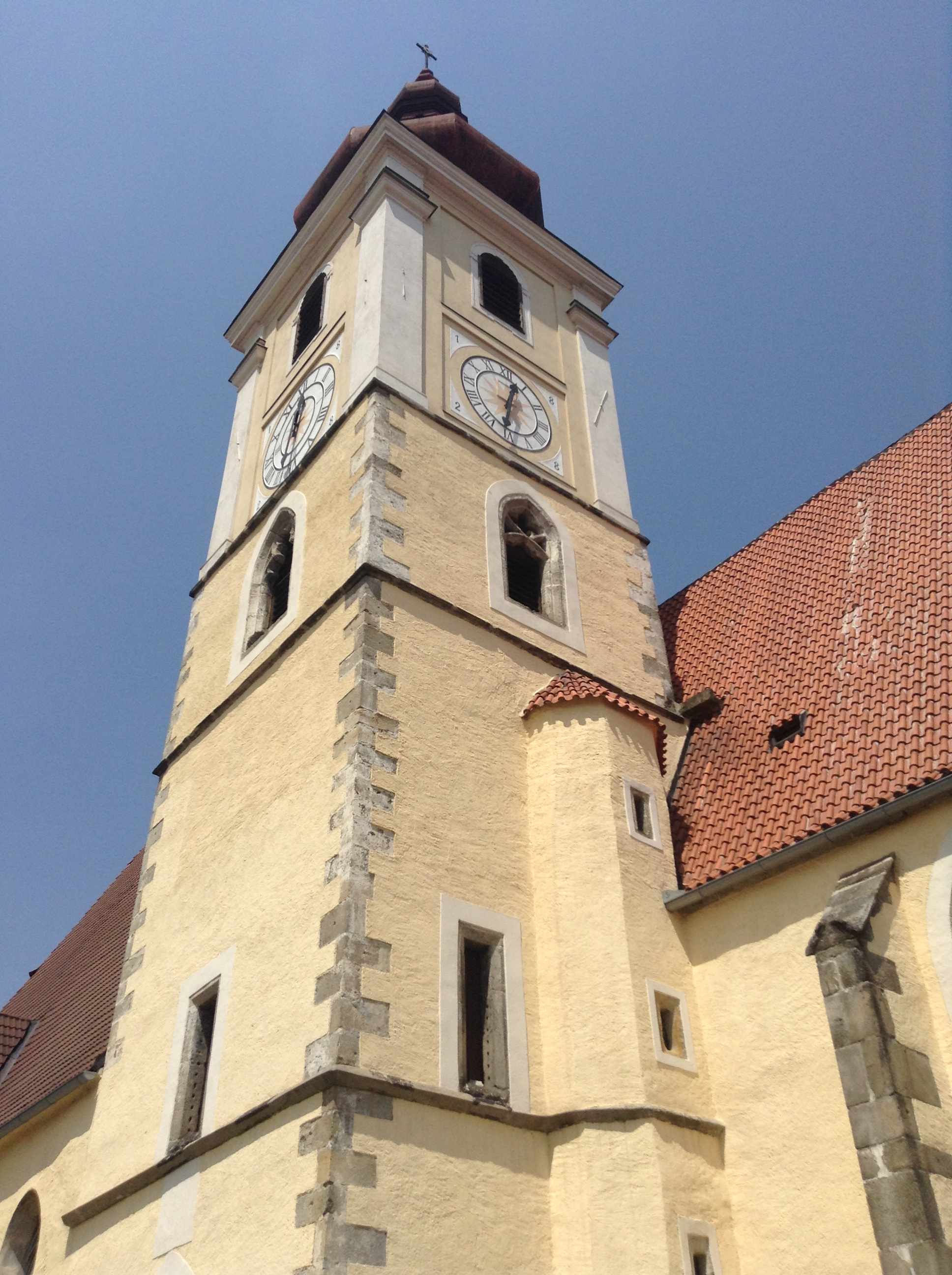
Jižní věž

#### Jižní věž
Druhá a hlavní stavební fáze se odehrávala v poslední čtvrtině 14. století, kdy byla mezi trojlodí a starší kněžiště přistavěna zvonice s kaplí. Datace je ověřena architektonickým tvaroslovím, zejména rozdílností a typu soklů a také návaznosti zdí s původním kněžištěm. Staří věže je možné doložit například kamenickými značkami ve tvaru písmene Y s pravoúhle zalomenou nohou. Tyto značky se v identické podobě nachází na kostele sv. Víta v Českém Krumlově, jenž byl budován právě na počátku 15. století. Dalším odkazem může být podoba kružby u velkého jižního okna, která je téměř totožná s kružbou okna v kněžišti kostela sv. Mikuláše v Němčicích, které bylo přistavěno také v poslední čtvrtině 14. století. Podoba věže vypovídá o jejím víceúčelovém charakteru. Využívána byla především městskou obcí. V přízemí se nalézá kaple sv. Barbory. Na vnitřní klenbě této kaple je k vidění kružba ve tvaru jeptišky a vrcholový svorník se zdobnou pětilistou růží, znakem Rožmberků. Podvěží je otevřeno do prostoru kněžiště a trojlodí. Další důležitou částí je kamenné schodiště, které mělo původní vchod do interiéru. Zřejmě ještě v průběhu stavby byl tento vstup zastavěn a nahrazen menším vnějším vstupem. Tento postup je přisuzován nejspíš sporu mezi obcí a farou, protože rozdílné vlastnictví samotného kostela a zvonice mohlo vytvářet rozpory v přístupu do zvonice právě skrze kostel. První patro věže společně se zvonicí je tedy přístupné po polygonálním přístavku schodiště, jež se nachází mezi východní zdí zvonice a navazující jižní stěnou presbytáře. Přístup do prvního patra věže, kde nalezneme křížovou klenbu s žebry zakončenými jehlancovými konzolami, je z točitého schodiště třemi stupni, u kterých je možné rozpoznat jasnou podobnost s jinou stavbou v blízkosti, kostelem Umučení sv. Jana Křtitele v Žumberku. Celý prostor, prosvícený úzkými zamřížovanými okny a zaklenutý křížovou klenbou s kamennými žebry, sloužil zřejmě jako depozitář městského i farního majetku. Točité schodiště je zakončeno kamenným parapetem s profilovaným madlem, navazujícím na vstup do druhého, původně zvonového patra věže. Toto patro bylo ve středověku poslední, a proto zde najdeme prázdnou zvonovou stolici. K osvětlení jsou využita tři kružbová okna. Největší z oken, okno jižní, má spodní část ostění rozšířenou do velikosti a tvaru zvonu. To zřejmě vypovídá o problémovém usazení pozdně gotického či barokního zvonu. Jedno ze zbývajících dvou oken je zazděno a lze jej rozpoznat pouze zevnitř.

### Přestavba trojlodí na konci 15. století
K přestavbě či stavbě trojlodí společně s patrovou předsíní došlo podle předpokladů mezi léty 1480 a 1500. Z rozboru stavby a jednotlivého tvarosloví jasně vyplývá, že přestavba probíhala v etapách, které spolu nemuseli jakkoliv souviset. Původní bazilikální trojlodí s téměř identickým půdorysem bylo přinejmenším v bočních lodích uzavřeno trámovým stropem. Proto jsou nalezeny opěráky až z dob přestavby. Zvýšena byla severní i západní stěna. Okna na severu byla zazděna a nad jejich záklenky byly postaveny parapety současných pozdně gotických oken. Stejný postup by byl logický i u stěny jižní, zde ovšem chybí opěráky starší zdi, protože ta byla zbourána a nahrazena stěnou novou. Tato stěna byla napojena v jedné linii na líc jižní věže. Proto je právě jedinou u trojlodí, která má kamenný sokl probíhající celou její délkou. Zajímavý byl postup posunutí zdi, kdy se původní zeď bourala a přibližně o metr vedle se paralelně stavěla zeď nová s využitím stejného materiálu. O etapách výstavby a zřejmě i rozdílných názorech stavitelů či problémech s podložím svědčí poloha protilehlých opěrných pilířů u jižní a severní stěny. Přestože jejich rozměry jsou identické a byly tedy stavěny podle stejného vzoru či návrhu jejich vzájemný posun činí u jednoho páru 30cm a u dalšího se zcela míjejí. Změny dosvědčují také členění opěráků, jež mají buď dvě, nebo pouze jednu okapní římsu. V koruně zdiva byly nalezeny opracované kamenné bloky, které na svém místě neplní žádnou nadbytečnou funkci. Rovněž se odlišují od ostatního materiálu použitého na výstavbu, a proto zřejmě pocházejí z přilehlého hradu, který se ve stejném časovém období rozebíral.

#### Střecha, krov, klenby
Druhá návazná etapa dostála svého konce krátce po roce 1497, kdy byl dostavěn monumentální a dosud zcela zachovalý krov polovalbové střechy opřený do lichoběžníkových štítů. Téměř ihned po dokončení krovu bylo trojlodí zaklenuto síťovými klenbami. Tento postup odpovídá stavební praxi potvrzené dvěma svorníky s heraldickými figurami zavinuté střeli. Tento znak byl po dlouhou dobu mylně považován za označení pánů z Dubé. Nepochybně se však jedná o znaky šlechtice Petra IV. a choti za jejichž vlády byly klenby dokončeny. Základem podpory klenby trojlodí je dvojice velkých lomených arkád, Které nesou tři páry svazkových pilířů. Arkády mají dvě funkce. Za prvé podpírají konstrukci krovu a za druhé nesou vloženou klenební skořepinu. Celé síťové klenutí částečně navazuje na parléřovské klenby, které byly již v té době vystavěny v choru chrámu sv. Víta v Praze, ovšem nestandardní návaznost odkazuje spíše na určitou pozdně gotickou variaci starší sta let. Oblíbenost této klenby se projevuje i trojlodí kostela sv. Mikuláše v Horní Stropnici nebo kostela v Žumberku. Kamenické značky také dokazují podíl stejných mistrů na výstavbě augustiniánského kláštera v nedalekých Borovanech. Pro nátěr kamenných žeber a pilířů bylo využito světle šedého vápna a bílých či červených linek. Veškeré tyto nátěry byly ovšem odstraněny kolem roku 1920.

#### Presbytář, kaple, sakristie, kněžiště
Krátce před rokem 1500 byla stavba přerušena zřejmě z nedostatku financí. Pozastavila se tak realizace východního závěru, tedy nového kněžiště. To je možnost dokázat využitím zbytečného větracího otvoru čí omítnutí vnější strany východního štítu, jenž by při normálním postupu vůbec neměl být omítnut. Naopak velkoryse rozepjatý a vysoký vítězný oblouk v interiéru napoví, že s navázáním nového a většího presbytáře bylo počítáno již v té době. Tento presbytář se začal stavět o pět let později po získání financí a dokončen byl dříve než v deseti letech. Na severní straně byl ještě ke kněžišti doplněn nečleněný blok sakristie s depozitem v patře a výškou stejnou s trojlodím. Zde se nachází také křestní kaple, která se projevuje na vnější straně stavby trojbokým závěrem.
Závěr kostela je obehnán soklem, stupňovitým dle profilu okolí. Po obvodu zdiva obíhá kamenná římsa se spodním výžlabkem. Lomená okna jsou společně s kamenným ostěním lemovány omítkovými paspartami. Na všech znakových polích kolem oken jsou, i díky restauračnímu procesu kolem roku 1996, vymalovány znaky pětilisté růže. Na křestní kapli je možné najít další dvě vysoká lomená okna. Na severní navazující zdi sakristie naopak šest obdélných oken s kamenným, z části zkoseným ostěním a opět paspartou po obvodu. Celý nový závěr byl stavěn během chodu kostela a liturgický provoz nebyl přerušen. Stavěné zakončení bylo tedy obestavěno nejprve kolem původního. V severní stěně presbyteria je zapuštěn velký, protínáním a diamantováním zdobený sedlový portál vedoucí do sakristie. V něm jsou zasazeny masivní oplechované dveře. Původní podoba sakristie měla být dána žebrovou klenbou, což naznačují klenební konzoly.
V severozápadním koutu nalezneme schodiště vedoucí do patra. To je stejně jako samotná sakristie zakončeno valenou klenbou s hrotitými výsečemi. Sakristie i patro byly důkladně zabezpečeny, o čemž nevypovídá jen pár masivních dveří, ale i zamřížované okno otevírající se do křestní kaple. Tato kaple navazuje na sakristii směrem k východu a je ukončena polygonálním závěrem. Kaple má hvězdovou klenbu, jejíž žebra se protínají krátkými přesahy v místě styku. Kaple je ojedinělá nejenom svou dispozicí, ale i propojením s kněžištěm velkým vítězným obloukem. Kněžiště má až překvapivou výšku, což je částečný klamavý dojem pro pozorovatele vně kostela, způsobený zapuštěním kostela. Stěny presbytáře jsou hladké narušené pouze zbytkem původního závěru kostela. Celý prostor je uzavřen síťovou klenbou milevského typu, která jasně navazuje na pražskou parléřovskou architekturu a zejména na kněžiště kostela sv. Jiljí v Milevsku, či kněžiště již zmiňovaného sv. Víta v Českém Krumlově. Stejně se zde můžeme díky klenebním příponám, profilaci oblouků a zdobenými portály dostat znovu ke kostelu Nanebevzetí Panny Marie v Kájově. Ten tato řešen využíval již téměř o půl století dříve. Za zmínku stojí, že nepříliš často je k vidění, aby bylo využito obou parléřovských typů kleneb, právě jako v Trhových Svinech. Skutečné stáří klenby prozrazují zejména přípory s konzolami zdobenými zubořezem, diamantováním a obousměrně stáčenými dříky. Zachovalé omítky kostela mají okrovou barvu, získanou při posledním opravě kostela v devadesátých letech 20. století. Původní omítky byly ovšem celé bílé či klasické, režné, v barvě vína. "Okrového" omylu bylo dosaženo z důvodu zbarvení původní bílé zvětralým cihlovým zdivem.

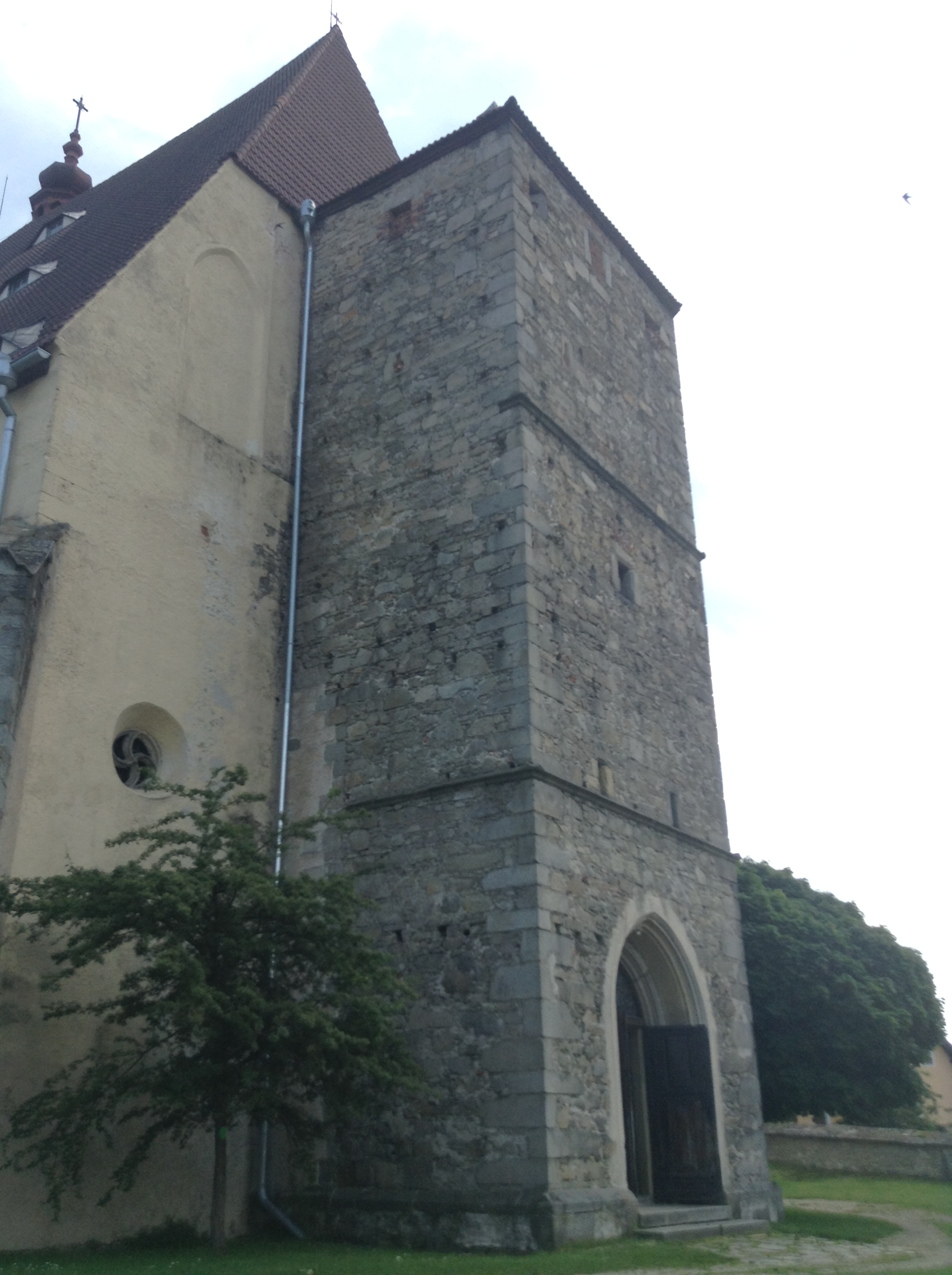
Západní věž

#### Západní obranná věž
Během dokončování přestavby kostela bylo rozhodnuto vybudovat také obranou věž a to před západním průčelím. Ta měla zřejmě nahradit obranou funkci zbořeného hradu. Stavba v půdorysném tvaru písmene U byla vsazena mezi dva opěráky, které ji předurčili rozměr a polohu. Věž sahá přesně ke koruně polovalbové střechy a má okosený kamenný sokl, na nárožích zdobený jehlanci. Stejný profil nalézáme na všech portálech sakristie a patách arkádového oblouku z kněžiště do křestní kaple. To napovídá o vzniku věže až po vzniku všech těchto zmíněných částí. Zdivo je použité kamenné, neomítané, částečně s příměsí cihel. Dále je také děleno několika řadami otvorů zbylých po kulatině lešení. K nalezení jsou zde také dvě římsy odkazující na jednotlivá patra. V horním patře věže nalézáme klíčové kamenné střílny, které jsou díky svému natočení schopny pokrýt celý prostor kolem věže. Toto samozřejmě svědčí o hlavním úmyslu stavitelů vybudovat věž jako obrannou. Původně věž neměla zřejmě vstup z interiéru, protože neměl žádný větší smysl. Ten byl vylámán až na konci 19. století. Věž vybavena dřevěnými trámovými stropy a žebříky pro komunikaci nabízí kromě přístupu ke střílnám také přístup na půdu kostela a to probouraným vstupem do původního štítu. Celkové velmi úsporné řešení věže odkazuje na rychlou stavbu a to zřejmě z neodkladné potřeby kvůli aktuálnímu nebezpečí či riziku konfliktu.

### Interiér
V interiéru kostela je hlavní dominantou barokní oltář vytvořený kolem roku 1730. Jeho součástí jsou sošky světců a socha Trhosvinenské Madony z roku 1520, což odkazuje na dobu dokončení celé přestavby kostela. V interiéru se dále nachází čtyři boční oltáře. Ty jsou věnovány svatému Janu Nepomuckému, svatému Josefu, svatému Vendelínu a svatému Linhartovi. Všechny pochází rovněž z 18. století. Další oltář se nachází v kapli svaté Barbory. Ta je umístěna v přízemí jižní věže. Nad lavicemi je postavena rokoková kazatelna, která je bohatá na figurální reliéfy. Doplnění kazatelny do interiéru je přisouzeno letem kolem roku 1760. Kostel je také vybaven varhany, opět s figurálním výzdobou, z počátku 18. století. Zřejmě nejdůležitější součástí interiéru kostela je tzv. Trhosvinenská archa. Jde o pozdně gotický skříňový oltář dokončený v roce 1520. Na něm lze nalézt 163 centimetrů vysokou sošku madony s Ježíškem vyrobenou z lipového dřeva. Malované desky oltáře udivují svou výzdobou, zdobností a uměleckým zpracováním.

### Zajímavost
Kostel má celkový problém z vlhkostí, který je způsobený zapuštěním kostela v jeho závěru do svažitého terénu bohatého na malé prameny. Místy je závěr kostela zapuštěn i do hloubky kolem 2,5 až 3 metrů. Při odkrytí podlah bylo v nedávné době nalezeno velké množství odvodňovacích kanálků pod podlahou kněžiště a trojlodí. Celý tento systém odvodnění byl založen počátkem 16. století společně s výstavbou samotného kněžiště.

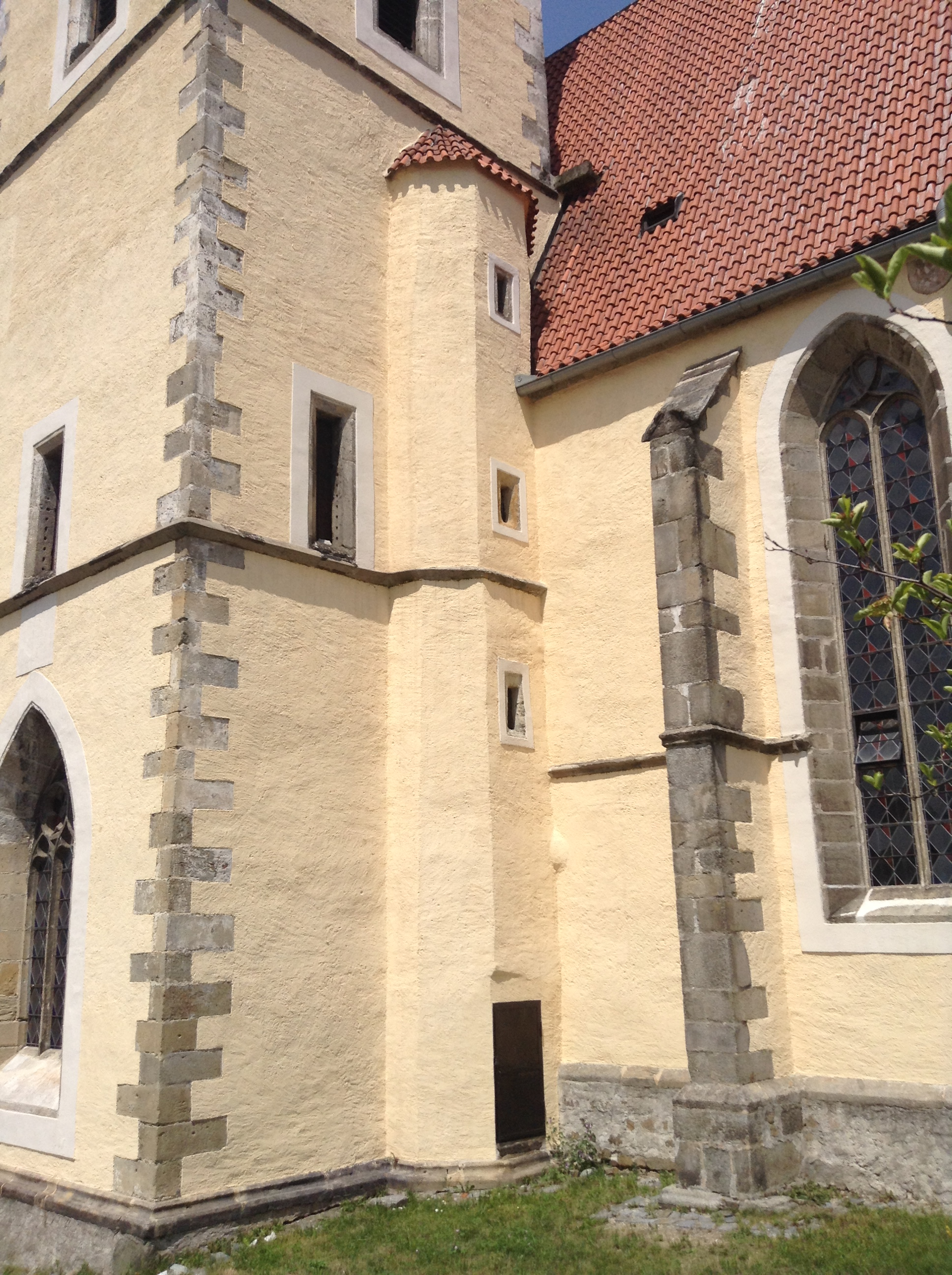
schodiště jižní věže
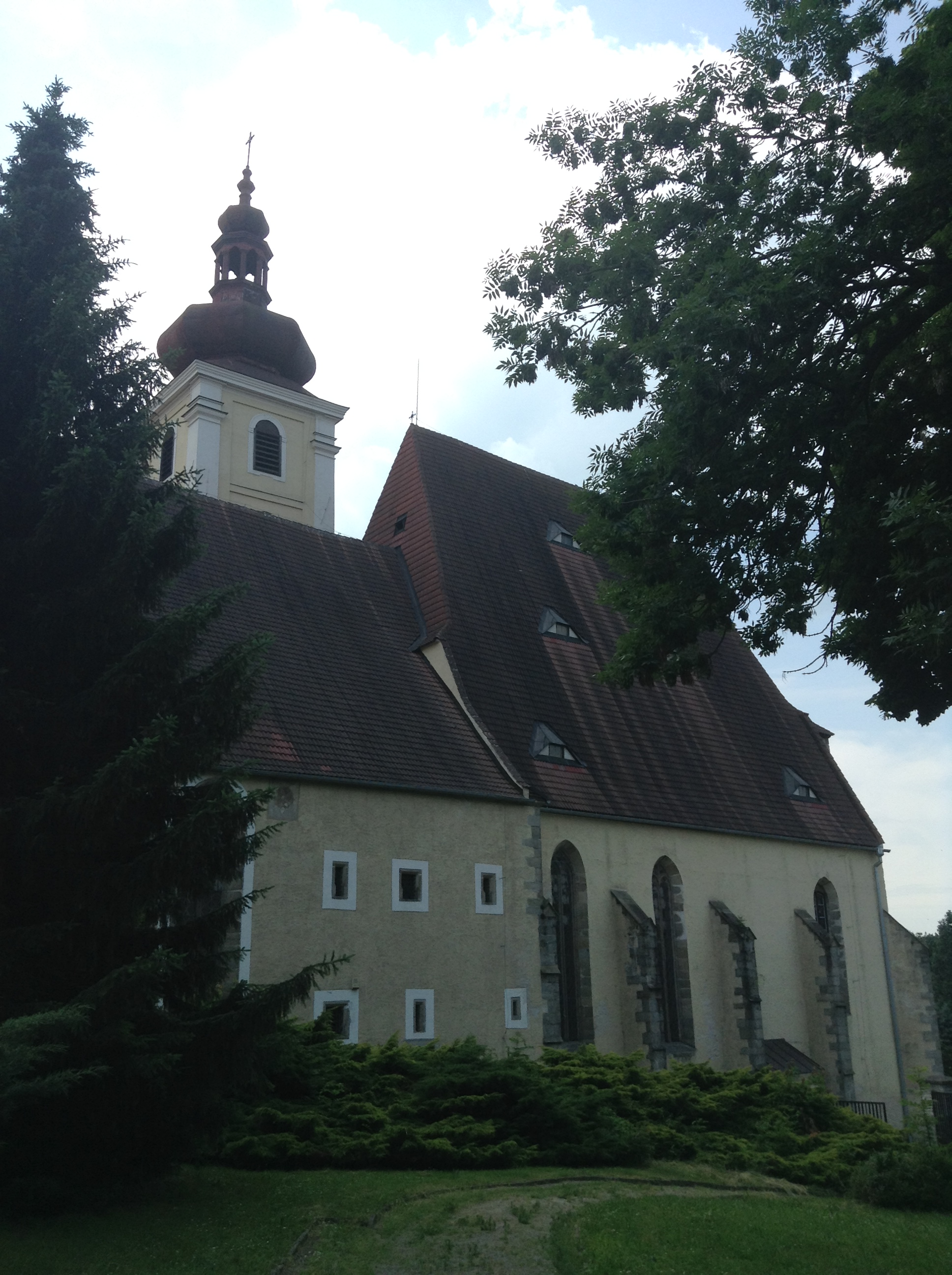
severní fasáda
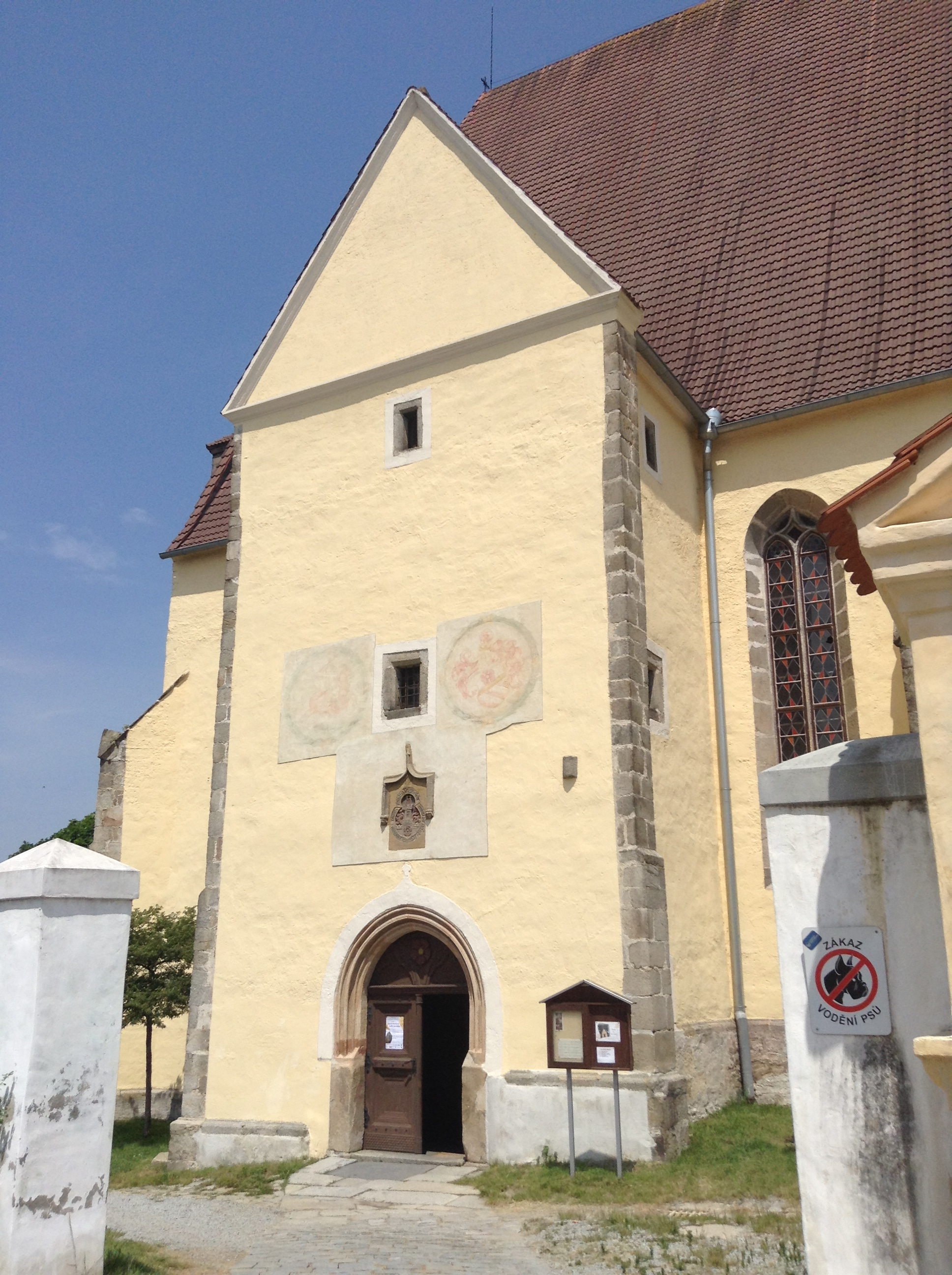
jižní portál
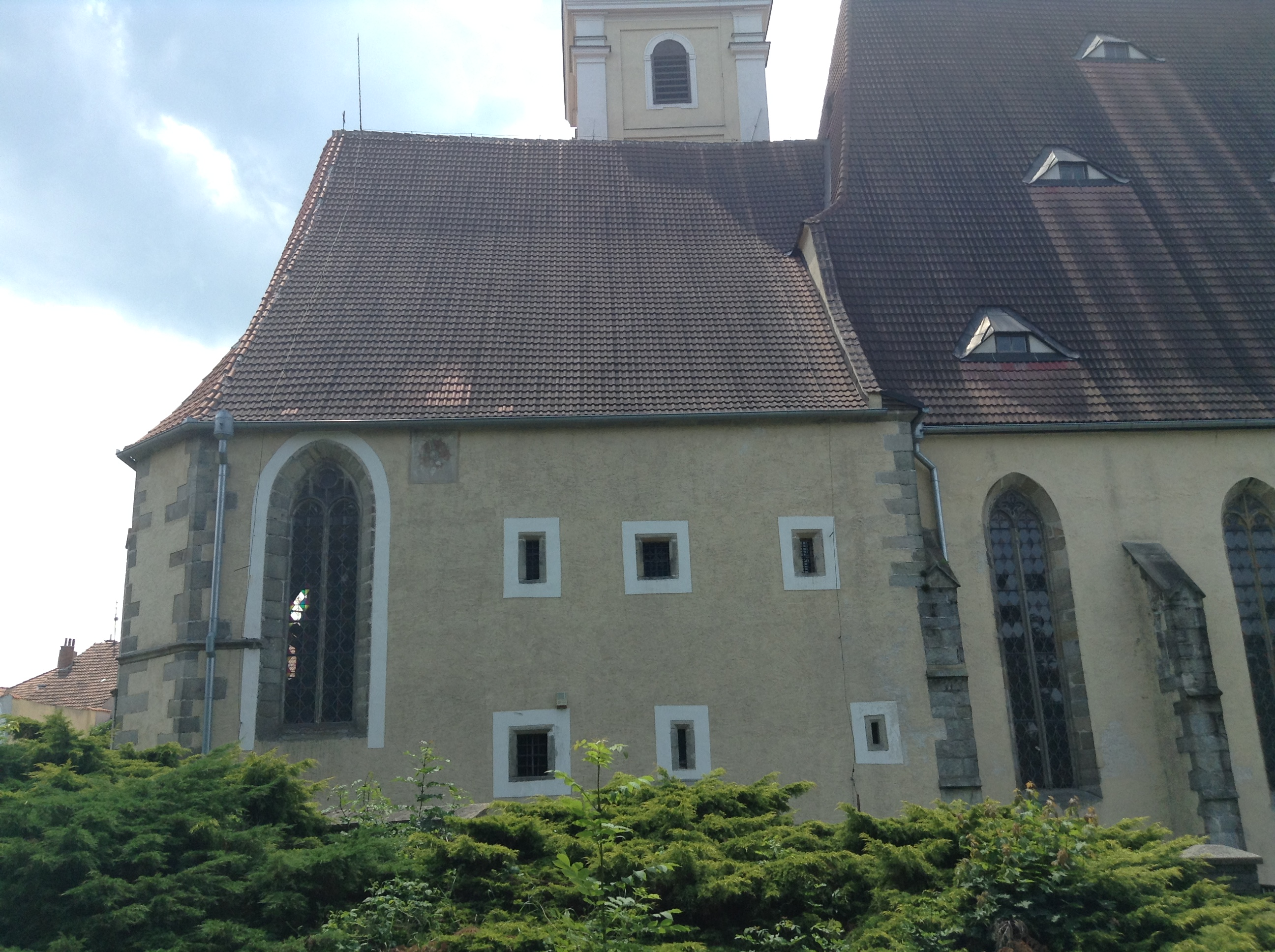
sakristie
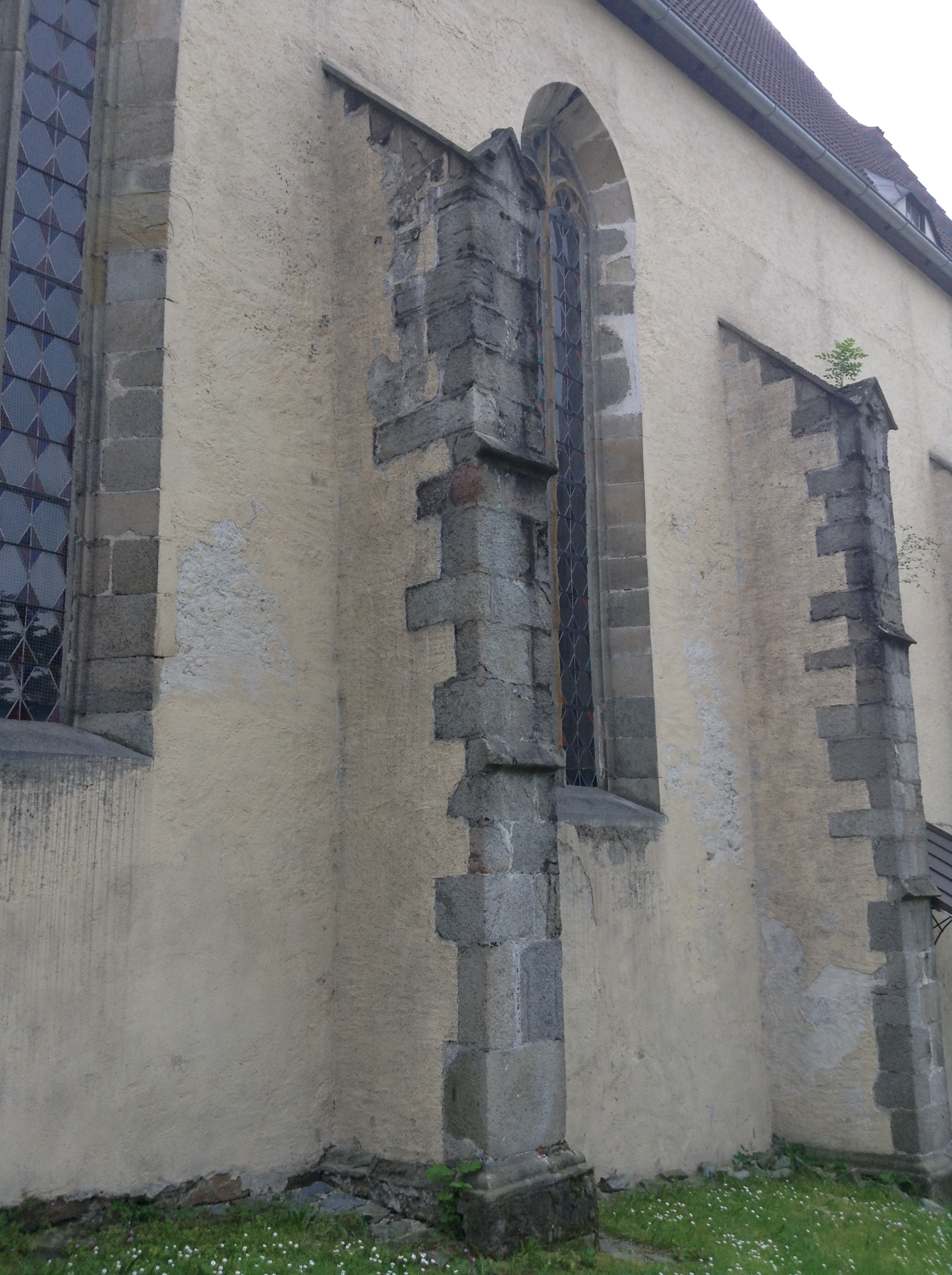
opěrák
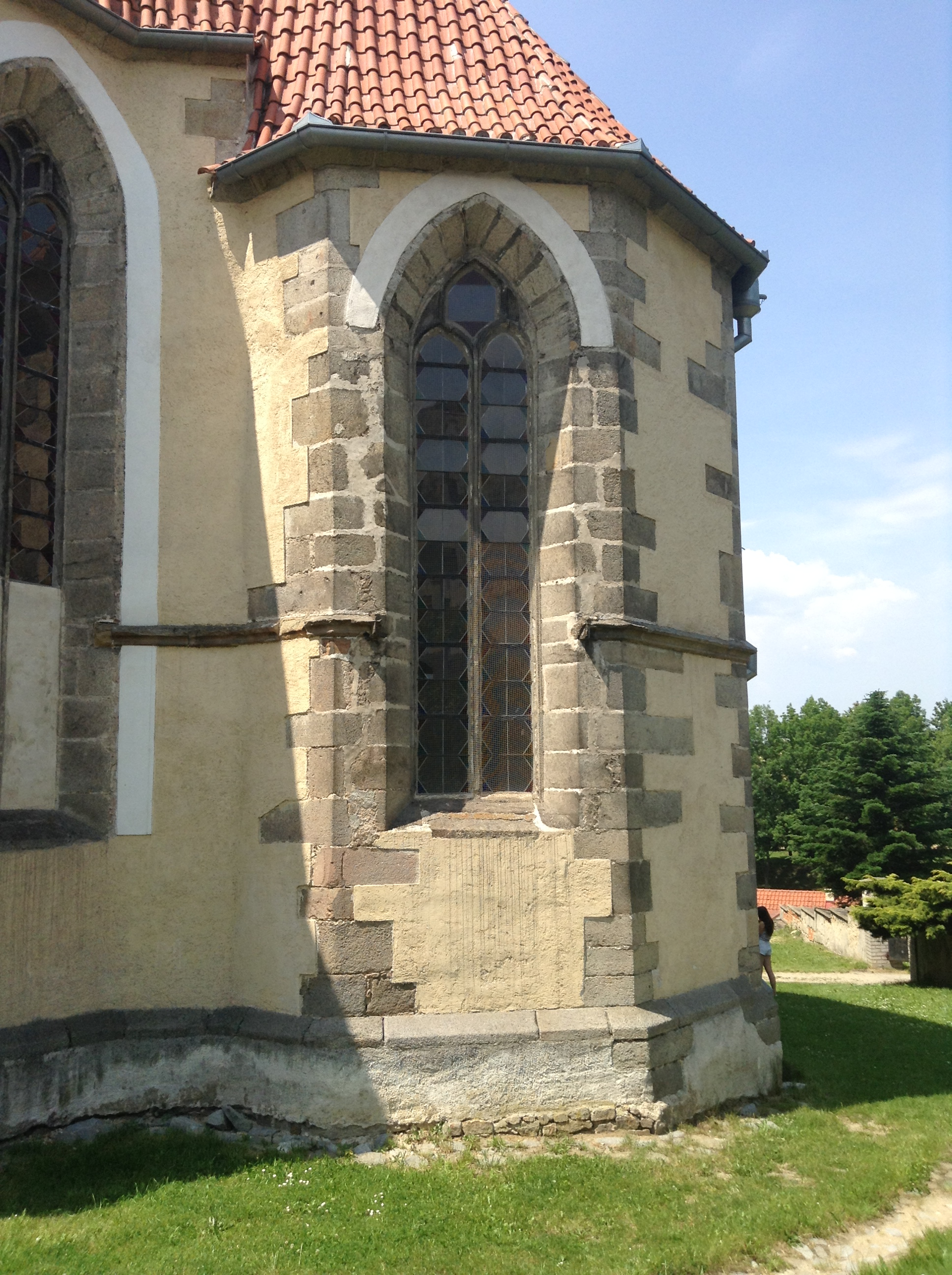
křestní kaple
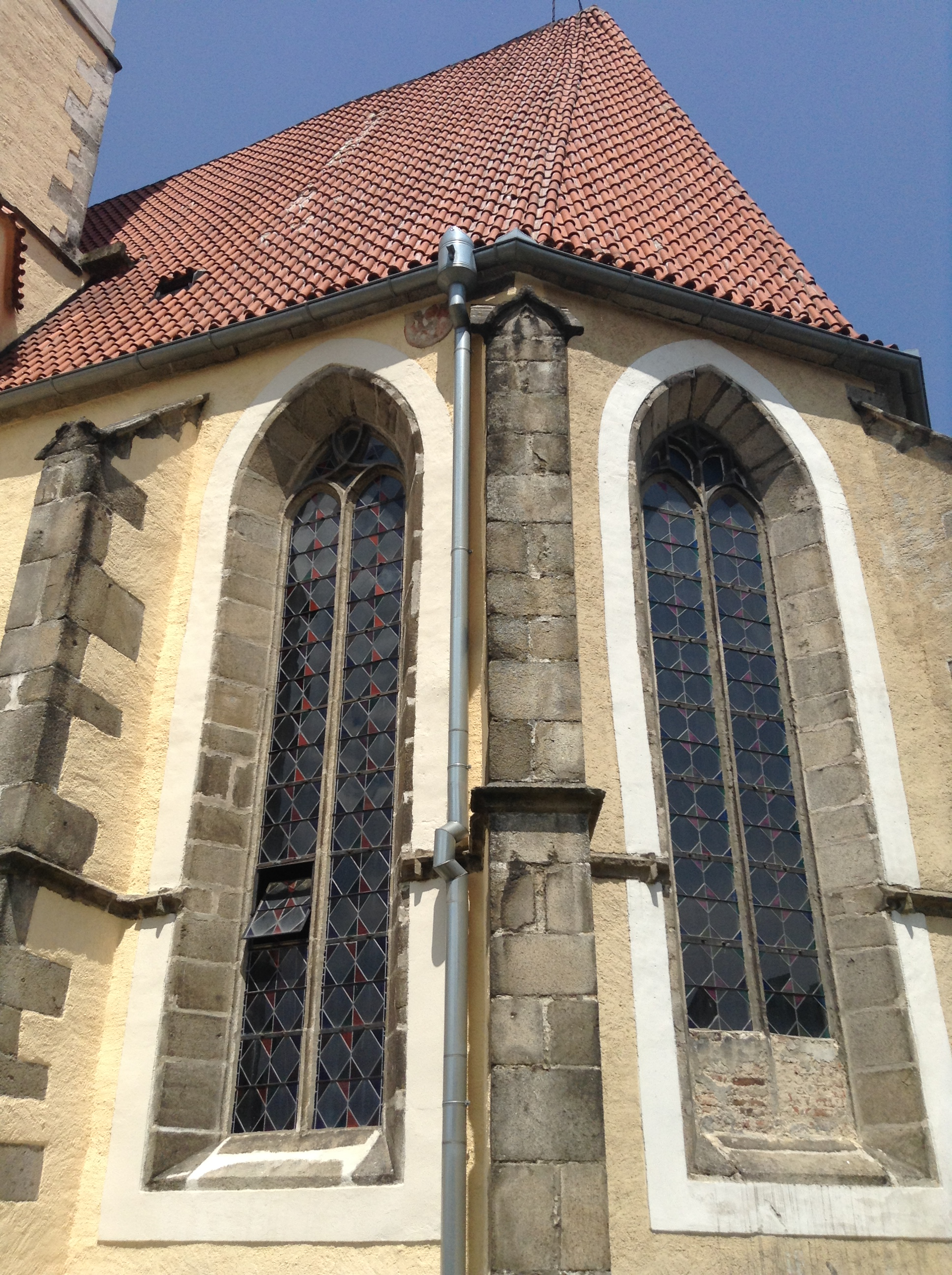
kněžiště
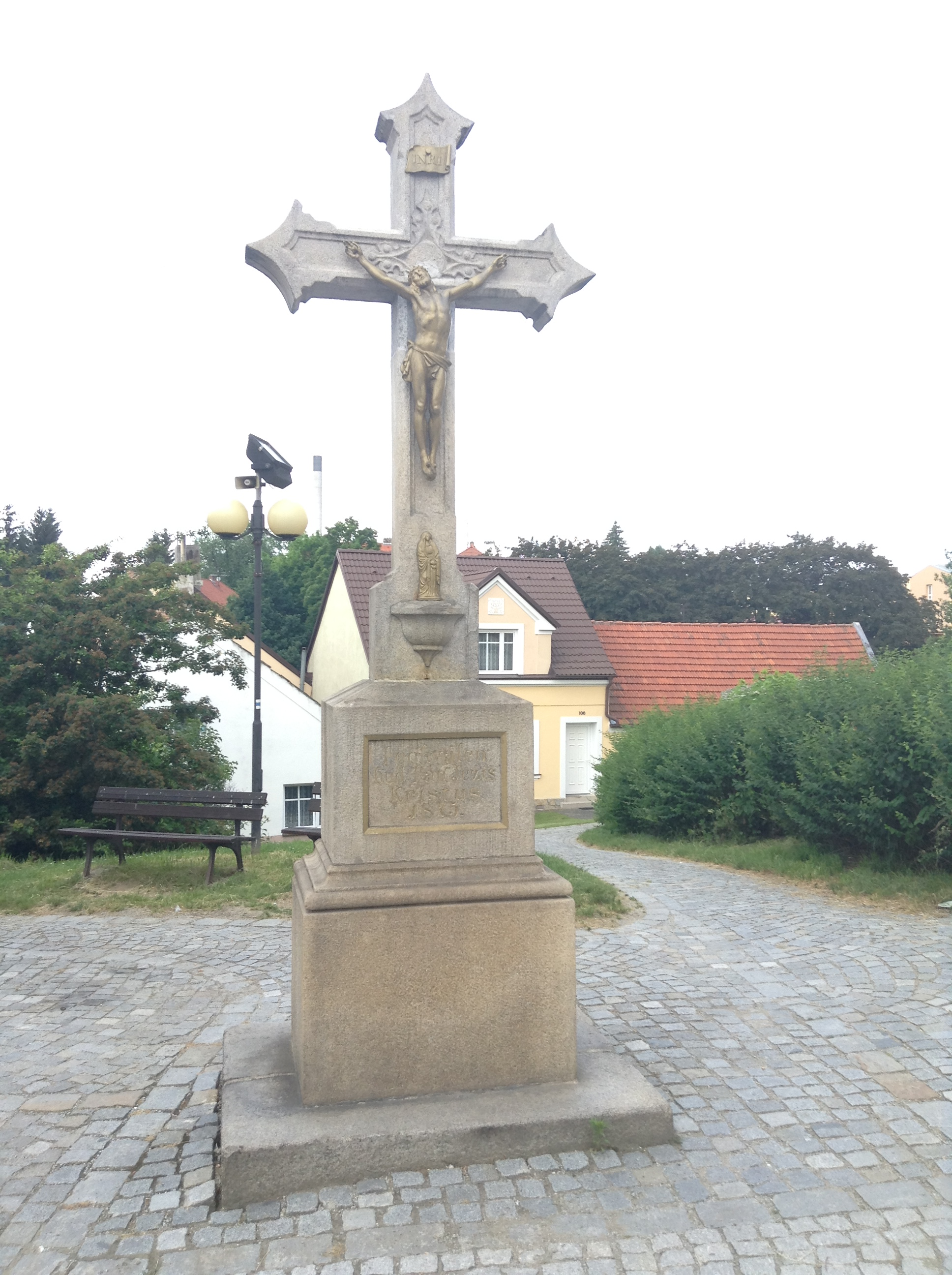
kříž na místě původní kaple
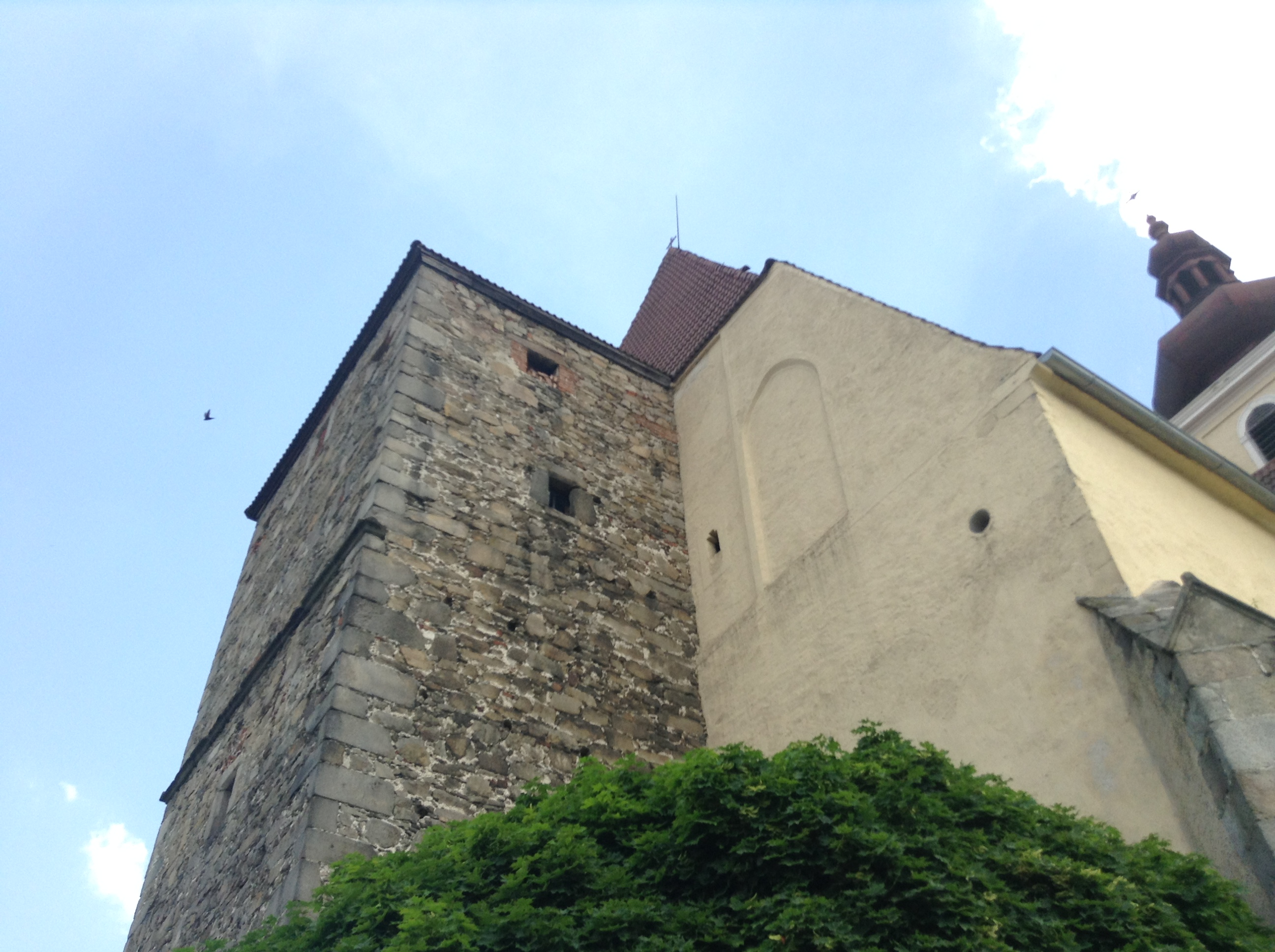
západní průčelí
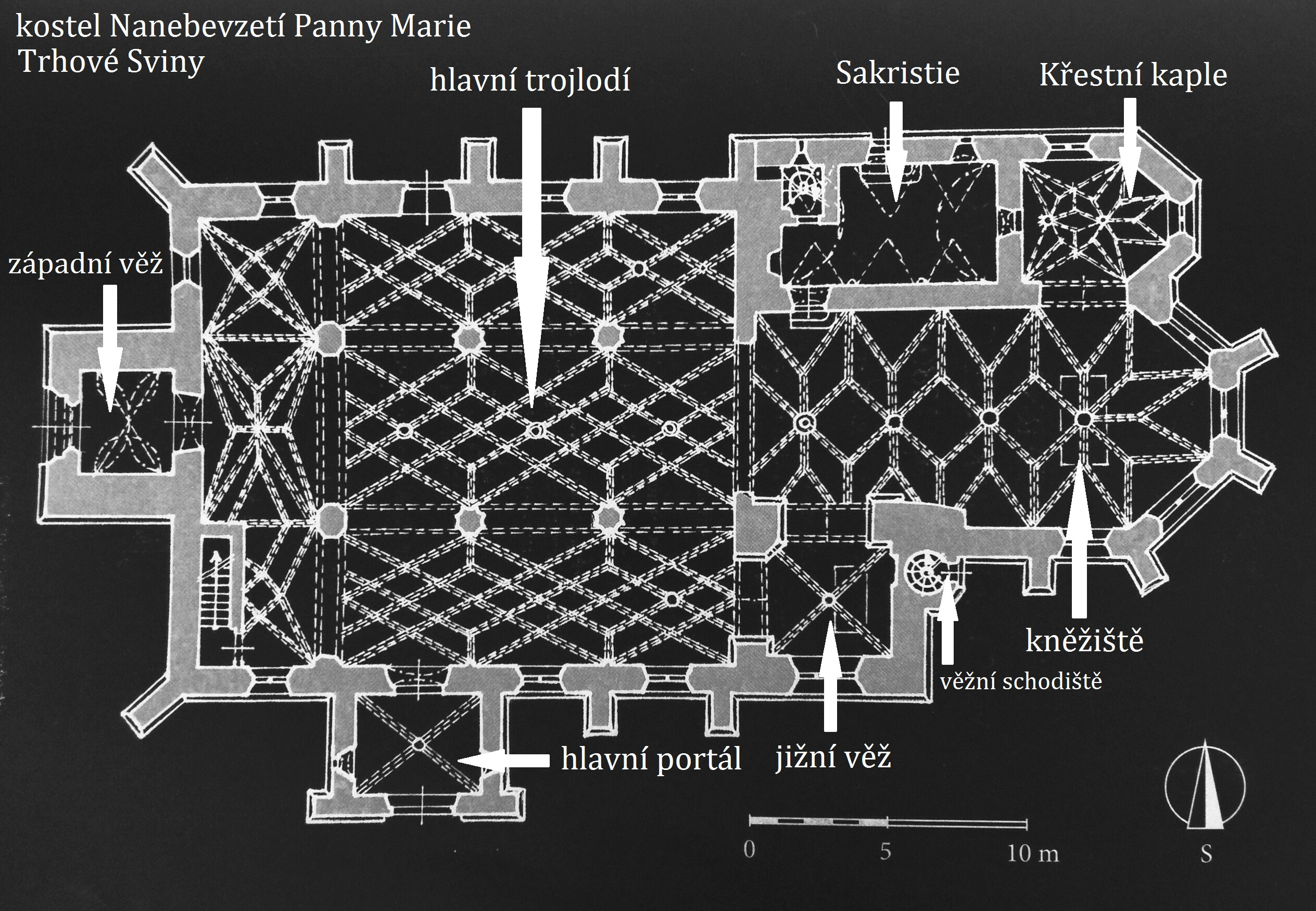
půdorys kostela